# Orthostigma minusculum
Orthostigma minusculum é uma espécie de insetos himenópteros, mais especificamente de vespas parasíticas pertencente à família Braconidae.
A autoridade científica da espécie é van Achterberg & Aquiar, tendo sido descrita no ano de 2009.
Trata-se de uma espécie presente no território português.